# Liste des présidents de la généralité de Catalogne
Cet article dresse la liste des titulaires du poste de président de la généralité de Catalogne depuis la création de la Généralité, le 17 avril 1931, jusqu'à aujourd'hui.

## Liste
| Nom | Nom              | Nom               | Dates              | Dates | Parti                                   | Commentaire |
| --- | ---------------- | ----------------- | ------------------ | --- | --------------------------------------- | --- |
| |                  | Francesc Macià    | 14 décembre 1932   | 25 décembre 1933 | ERC                                     | Proclamé président le 17 avril 1931, à la suite de la proclamation de l'État catalan. |
| Après le décès de Francesc Macià, le vice-président Joan Casanovas exerce la présidence par intérim. |                  |                   |                    | |                                         | |
| |                  | Lluís Companys    | 31 décembre 1933   | 7 octobre 1934 | ERC                                     | Déclare l'indépendance de l'État catalan le 6 octobre 1934, il est arrêté par le gouvernement de la République espagnole et condamné pour rébellion. |
| Vacant : suspension de l'autonomie. Après la déclaration d'indépendance de l'État catalan, le colonel Francisco Jiménez Arenas, officier de la région militaire de Catalogne, est chargé d'exercer les fonctions de président intérimaire. |                  |                   |                    | |                                         | |
| Restauration de l'autonomie : le gouverneur général de Catalogne, Juan Moles, assure l'intérim. |                  |                   |                    | |                                         | |
| |                  | Lluís Companys    | 1er mars 1936      | 5 février 1939 (fin du mandat de facto en raison de la chute de la Catalogne républicaine occupée par les rebelles nationalistes ; le gouvernement catalan s'exile en France). | ERC                                     | Après la victoire du Front populaire en février 1936, il est amnistié et restauré dans ses fonctions mais après l'invasion de la Catalogne républicaine par les troupes nationalistes en février 1939, il s'exile en France ; il y est arrêté en 1940 par la police de Vichy et la Gestapo et transféré en Espagne. Il est fusillé par le régime franquiste le 15 octobre 1940. |
| Le général Franco annule le statut de la Catalogne puis abroge les régions autonomes. |                  |                   |                    | |                                         | |
| |                  | Josep Irla        | 15 octobre 1940    | 5 août 1954 | ERC                                     | En exil à Cogolin, en France. En tant que président du Parlement, il a pris ses fonctions après l'exécution de Lluís Companys par la dictature du général Franco. |
| |                  | Josep Tarradellas | 5 août 1954 (exil) | 8 mai 1980 | ERC                                     | En exil à Mexico et en France jusqu'au 23 octobre 1977. Reconnu comme président de la Generalitat par l'État espagnol le 18 octobre 1977. |
| |                  | Jordi Pujol       | 8 mai 1980         | 20 décembre 2003 | CDC                                     | Record de longévité. |
| |                  | Pasqual Maragall  | 20 décembre 2003   | 28 novembre 2006 | PSC                                     | En coalition avec ERC et ICV-EUiA |
| |                  | José Montilla     | 28 novembre 2006   | 27 décembre 2010 | PSC                                     | En coalition avec ERC et ICV-EUiA |
| |                  | Artur Mas         | 27 décembre 2010   | 12 janvier 2016 | CDC                                     | Organise en 2014 la consultation illégale sur l'indépendance de la Catalogne. |
| |                  | Carles Puigdemont | 12 janvier 2016    | 28 octobre 2017 | CDC (01/2016)                           | Organise en 2017 le référendum illégal sur l'indépendance puis proclame l'indépendance du territoire. Destitué en application de l'article 155 de la Constitution espagnole, il s'exile en Belgique et fait l'objet d'un mandat d'arrêt lancé par l'Espagne. |
| | PDeCAT (07/2016) | Carles Puigdemont | 12 janvier 2016    | 28 octobre 2017 |                                         | Organise en 2017 le référendum illégal sur l'indépendance puis proclame l'indépendance du territoire. Destitué en application de l'article 155 de la Constitution espagnole, il s'exile en Belgique et fait l'objet d'un mandat d'arrêt lancé par l'Espagne. |
| Vacant : suspension de l'autonomie. Soraya Sáenz de Santamaría, vice-présidente du gouvernement d'Espagne, exerce les compétences par délégation du président du gouvernement, Mariano Rajoy.                                              |                  |                   |                    | |                                         | |
| |                  | Quim Torra        | 17 mai 2018        | 28 septembre 2020 | Sans étiquette (app. PDeCAT puis Junts) | Élu par le Parlement après l'invalidation des candidatures de Carles Puigdemont puis Jordi Turull. En coalition avec ERC. Destitué après avoir été condamné pour désobéissance par la justice pénale. |
| |                  | Quim Torra        | 17 mai 2018        | 28 septembre 2020 | Sans étiquette (app. PDeCAT puis Junts) | Élu par le Parlement après l'invalidation des candidatures de Carles Puigdemont puis Jordi Turull. En coalition avec ERC. Destitué après avoir été condamné pour désobéissance par la justice pénale. |
| Le vice-président, Pere Aragonès, assure l'intérim. |                  |                   |                    | |                                         | |
| |                  | Pere Aragonès     | 24 mai 2021        | 10 août 2024 | ERC                                     | En coalition avec Junts jusqu'en 2022. |
| |                  | Salvador Illa     | 10 août 2024       | en cours | PSC                                     | |